# 卫星广播业务

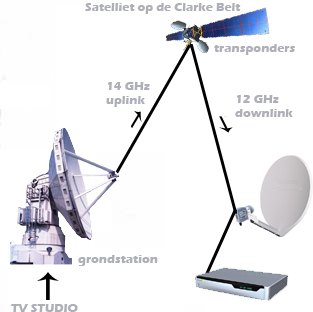
卫星广播业务，此图介绍TV-S广播的工作原理
- 地球站/馈线链路（上行链）
- 空间站
- 卫星天线、LNB和接收器

卫星广播业务（英語：Broadcasting-satellite service，缩写BSS；也译广播卫星业务），也称卫星广播无线电通信业务（broadcasting-satellite radiocommunication service），由国际电信联盟无线电规则第1.39段定义为：一个由空间电台发送或转发信号，旨在由公众直接接收的无线电通信业务。在卫星广播业务中，“直接接收”（direct reception）一词包括个人接收和社区（集体）接收。

## 分类
该无线电通信业务按照国际电信联盟“无线电规则”（第1段）分类如下： 
广播服务（第1.38段）
- 卫星广播业务（第1.32段）